# Vitamin K
Vitamin K je poznat kao koagulacijski (od tuda i ono K u nazivu), odnosno antihemoragični vitamin, jer ima važnu ulogu u zgrušavanju krvi. Nedostatak ovog vitamina može rezultirati raznim hemoragičnim bolestima. Ovo je skupina od nekoliko vitamina od kojih su neki topljivi u vodi, a neki nisu.  
Ta skupina od nekoliko vitamina po svojoj su strukturi naftokinoni. Vitamini K1 (fitomenadion) i K2 (menakinon) su prirodnog porijekla, a K3 (menadion) se dobiva sintetski. Oni nisu topivi u vodi i pod utjecajem svjetlosti se raspadaju. Često se koriste preparati menadiol-natrij-fosfat i menadion-natrij-bisulfit.
Vitamin K je prijeko potreban za sintezu bjelančevina koje sudjeluju u procesu koagulacije krvi. Sinteza tih bjelančevina odvija se u jetri.

Dnevne količine vitamina K su jako male. Zdrava ga osoba može dovoljno nabaviti putem hrane ili 
sintezom menakinona pomoću bakterija koje se nalaze u crijevima. 
Za odraslu zdravu osobu RDA se kreće između 60 μg i 80 μg.
Jedan od najboljih izvora vitamina K jesu kupusnjače (posebno brokula, raštika i crvena blitva).

Hipovitaminoza je kod ovog vitamina rijetka jer je prisutan u različitim vrstama hrane, a ako ona postoji, potrebno je uzimati veće količine vitamina K zbog raznih hemoragija. Glavna posljedica manjka vitamina K jest razvoj sklonosti prema krvarenju. Manjak se obično pojavljuje kod loše resorpcije (upijanja) preko crijevne sluznice, kod uništene crijevne bakterijske flore, u novorođenčadi te pri bolestima jetre -  hipoprotrombinemije (kad oštećene jetrene stanice ne mogu iskoristiti vitamin K).
Lijek poput varfarina, koji uzimamo da bismo spriječili nastajanje krvnih ugrušaka, sprečava djelovanje tog vitamina.